# Seznam dílů seriálu No Tomorrow
Toto je seznam dílů seriálu No Tomorrow. Americká komediálně-dramatický seriál No Tomorrow měl premiéru v letech 2016–2017 na americké stanici The CW.

## Přehled řad
| Řada | Díly | Premiéra v USA | Premiéra v USA |
| Řada | Díly | První díl      | Poslední díl   |
| ---- | ---- | -------------- | -------------- |
| 1    | 13   | 4. října 2016  | 17. ledna 2017 |

## Seznam dílů
| Č. v seriálu | Původní název            | Režie           | Scénář                                                | Premiéra v USA     |
| ------------ | ------------------------ | --------------- | ----------------------------------------------------- | ------------------ |
| 1            | Pilot                    | Brad Silberling | Corinne Brinkerhoff, Scott McCabe a Tory Stanton      | 4. října 2016      |
| 2            | No Crying in Baseball    | Stuart Gillard  | Maggie Friedman, Tory Stanton a Scott McCabe          | 11. října 2016     |
| 3            | No Doubt                 | John Putch      | Richard Hatem                                         | 18. října 2016     |
| 4            | No Holds Barred          | Jeff Melman     | Jenna Lamia                                           | 25. října 2016     |
| 5            | No Regrets               | Ron Underwood   | Bill Krebs                                            | 1. listopadu 2016  |
| 6            | No Debts Remain Unpaid   | Allan Arkush    | Justin W. Lo                                          | 15. listopadu 2016 |
| 7            | No You Say It First      | Stuart Gillard  | Grace Glassmeyer                                      | 22. listopadu 2016 |
| 8            | No Rest for the Weary    | Michael Schultz | Jessica Chou                                          | 29. listopadu 2016 |
| 9            | No Truer Words           | Ami Mann        | Anna Fisher                                           | 6. prosince 2016   |
| 10           | No Soup for You          | Anna Mastro     | Aaron Fullerton                                       | 27. prosince 2016  |
| 11           | No Woman No Cry          | Greg Beeman     | Scott McCabe a Tory Stanton                           | 3. ledna 2017      |
| 12           | No Time Like the Present | Greg Prange     | Andrew Gettens a Lauren MacKenzie                     | 10. ledna 2017     |
| 13           | No Sleep 'Til Reykjavik  | Stuart Gillard  | Corinne Brinkerhoff, Gracie Glassmeyer a Justin W. Lo | 17. ledna 2017     |